# Tenebroides opaca
Tenebroides opaca là một loài bọ cánh cứng trong họ Trogossitidae. Loài này được Reitter miêu tả khoa học năm 1875.